# Lužice (Ústí nad Labem)
Lužice è un comune della Repubblica Ceca facente parte del distretto di Most, nella regione di Ústí nad Labem.